# Kamil Syprzak
Kamil Syprzak (Płock, 23 de juliol de 1991) és un jugador d'handbol polonès que ocupa la posició de pivot.
Syprzak va començar la seva carrera a Orlen Wisła Płock, on va guanyar el Campionat de Polònia el 2011. El 2015 va fitxar pel FC Barcelona. El 2019 va marxar al Paris Saint-Germain francès.
Membre de la Selecció d'handbol de Polònia, va ser medalla de bronze al Campionat del món d'handbol masculí de 2015.